# Proturentomon
Proturentomon es un género de Protura en la familia Protentomidae, propio del Holártico.

## Especies
- Proturentomon chinense Yin, 1984
- Proturentomon condei Nosek, 1967
- Proturentomon discretum Condé, 1961
- Proturentomon dorae Najt & Vidal Sarmiento, 1972
- Proturentomon iowaense Womersley, 1938
- Proturentomon kubikovae Rusek, 1975
- Proturentomon minimum (Berlese, 1908)
- Proturentomon nitrarius Najt & Vidal Sarmiento, 1972
- Proturentomon noseki Rusek, 1975
- Proturentomon pectinatum (Condé, 1948)
- Proturentomon picardi Condé, 1960
- Proturentomon pilosum Rusek, 1975
- Proturentomon stebaevae Szeptycki, 1988